# 534 Nassovia
534 Nassovia
534 Nassovia là một tiểu hành tinh ở vành đai chính, thuộc nhóm tiểu hành tinh Koronis. Nó được Raymond Smith Dugan phát hiện ngày 19.4.1904 ở Heidelberg và được đặt tên Nassovia, tên tiếng Latinh của Nassau Hall, một tòa nhà cổ của Đại học Princeton.